# Тверау
Тверау (исл. Þverá) — река в Исландии.
Река берет своё начало из реки Маркарфльоут, где последняя разделяется на два рукава. Для предотвращения наводнений в месте, где Тверау ответвляется от Маркарфльоут, построена дамба. Тверау имеет длину около 20 км.
Самый большой приток (правый) — Эйстри-Раунгау. Через 6 км после впадения Восточной Ранги Тверау соединяется с Итри-Раунгау, и вместе они образуют реку под названием Хоульсау (Hólsá). Хоульсау через 11 км впадает в Атлантический океан.
Þverá по-исландски означает приток.